# Сафонов Всеволод Дмитрович
Всеволод Дмитрович Сафонов (рос. Все́волод Дми́триевич Сафо́нов; 9 квітня 1926, Москва, Російська РФСР — 6 липня 1992) — радянський російський актор театру та кіно. Народний артист РРФСР (1974).

## Біографія
Закінчив Театральне училище ім. Б. В. Щукіна (1949). Працював у Камерному таетрі (з 1949 р.), у Театрі Сатири (з 1950 р.), у Театрі групи радянських військ у НДР (з 1952 р.), у студії кіноактора при «Ленфільмі» (з 1955 р.), у Театрі-студії кіноактора (Москва) (з 1958 р.).
У кінематографі дебютував в епізоді у 1950 році. Зіграв близько сотні ролей у кіно і телефільмах («Солдати» (1956, лейтенант Юрій Керженцев), «Шторм», «Мета його життя» (1957, Олексій Костров), «Справа „строкатих“» (1958), «Легке життя» (1964, Юрій Лебедєв), «Гіперболоїд інженера Гаріна» (1965, Шельга), «Крах», «Щит і меч» (1968, курсант Гвоздь), «Білоруський вокзал» (1970, Кирюшин Олексій Костянтинович), «Випадкова адреса» (1972, Павло Миколайович Тимаков, підполковник), «Розповіді про Кешку та його друзів» (1974), «<Фронт без флангів» (1975), «Відкрита книга» (1977), «Стратегія ризику» (1978), «Атланти і каріатиди» (1980), «Ніжність до ревучого звіра» (1982, Разуміхин — роль озвучив актор Фелікс Яворський), «Вогняні дороги» (1982, 1984), «Берег його життя» (1984, Джон Робертсон), «Подвиг Одеси» (1985), «До розслідування приступити» (1986—1987), «Дежа вю», «Блакитна троянда» (1988) та ін.).
Помер від раку. Похований на Хованському кладовищі.

## Вибрана фільмографія
- 1957 — «Мета його життя» — Олексій Костров
- 1958 — «По той бік» — Матвєєв
- 1959 — «Однолітки» — Аркадій
- 1961 — «Сплав» — Єгор Нікітін
- 1966 — «Дикий мед»
- 1972 — «Приборкання вогню» — Леонід Сретенський
- 1973 — «Всі докази проти нього» — Чекан
- 1973 — «Випадкова адреса»
- 1976 — «Бути братом»
- 1976 — «Квіти для Олі»
- 1978 — «За все у відповіді»
- 1980 — «День на роздум» — Олександр Васильович Колосов
- 1980 — «Срібні Озера» — Микола Миколайович Воропаєв
- 1983 — «Непереможний» — Подвойський Микола Ілліч

## Родина
Був двічі одружений. Перша дружина: Валерія Іванівна Рубльова — режисерка «Мосфільму». Дочка: Сафонова Олена Всеволодівна — російська і французька акторка.
Друга дружина: Леждей Ельза Іванівна — радянська і російська акторка театру і кіно.